# Plamenišče
Plamenišče  vnetljive tekočine je najnižja temperatura, pri kateri je nad tekočino ravno dovolj hlapov, da se zmes hlapov in zraka v stiku z odprtim plamenom vname. Ko se plamen odstrani, gorenje preneha. Plamenišče je ena od lastnosti, ki služi za ocenjevanje vnetljivosti tekočin, na primer tekočih goriv.
Plamenišče se meri v standardiziranem aparatu po metodi, ki je predpisana z ASTM D93 oziroma ISO 2719.
Plamenišča se ne sme zamenjati z vnetiščem, ki je običajno precej višje od plamenišča. Pri temperaturi vnetišča gorenje po odstranitvi izvora gorenja ne preneha.

## Princip merjenja
Vsaka vnetljiva tekočina ima parni tlak, ki je odvisen od temperature. Z naraščajočo temperaturo parni tlak raste, vzporedno z njim pa raste tudi koncentracija vnetljive pare v zraku nad tekočino. Ko je koncentracija pare v zraku dovolj velika, se v prisotnosti odprtega plamena zmes vname. 

## Merjenje
Za ugotavljanje plamenišča obstojata dve osnovni metodi: metoda z odprto in metoda z zaprto čašo. 
V aparatih z odprto čašo se kovinska čaša z vzorcem in vstavljenim termometrom počasi segreva, z vgrajenim plinskim gorilnikom pa se občasno preverja, ali je temperatura plamenišča že dosežena. Na točnost meritve zelo vplivata hitrost segrevanja in višina plamena. Če je višina plamena prevelika, se lahko zgodi, da izmerjena temperatura ni plamenišče, ampak vnetišče. Najboljši znani aparat z odprto čašo je COC (Cleveland open cup), ki je lahko ročen ali samodejen.
Za metodo z zaprto čašo obstojata dve vrsti aparatov: neravnotežni, na primer Pensky-Martens, v katerem para ni v temperaturnem ravnotežju s tekočino, in ravnotežni, na primer SetaFlash, v katerem je para domnevno v temperaturnem ravnotežju s tekočino. Čaši sta v obeh primerih zaprti s pokrovom, skozi katerega se vstavi izvor plamena. 
Plamenišča, izmerjena v zaprti čaši, so praviloma 5-10 °C nižja od tistih, ki so bila izmerjena v odprti čaši in so bliže temperaturi, pri kateri parni tlak tekočine doseže spodnjo mejo vnetljivosti. 
Plamenišče je bolj empiričen kot fundamentalen fizikalni parameter. Meritev je zelo odvisna od opreme in merilnega protokola, v katerega spada hitrosti segrevanja, razpoložljivi čas za vzpostavljanje ravnotežja, volumen vzorca in mešanje. 
Metode za določanje plamenišča so predpisane s številnimi standardi. Testiranje po Pensky-Martensu v zaprti čaši je predpisano z ASTM D93, IP34, ISO 2719, DIN 51758, JIS K2265 in AFNOR M07-019. Določanje plamenišča na majhnih vzorcih v zaprti čaši je predpisano z ASTM D3828 in D3278, EN ISO 3679 in 3680 ter IP 523 in 524.

## Primeri
| Gorivo                           | Plamenišče | Temperatura samovžiga |
| -------------------------------- | ---------- | --------------------- |
| Etanol                           | 12.8 °C    | 365 °C                |
| Bencin                           | <−40 °C    | 246 °C                |
| Plinsko olje                     | >62 °C     | 210 °C                |
| Kerozin                          | >38 °C     | 210 °C                |
| Petrolej                         | >38–72 °C  | 220 °C                |
| Rastlinsko olje (repna ogrščica) | 327 °C     |                       |
| Biodizel                         | >130 °C    |                       |

Bencin je gorivo, prilagojeno za motorje z vžigom z električno iskro. Gorivo se pred vžigom pomeša z zrakom v mejah vnetljivosti, segreje nad temperaturo plamenišča in vžge z iskro, ki jo povzroči vžigalna svečka. Gorivo se v segretem motorju ne sme predčasno vžgati, zato mora imeti nizko plamenišče in visoko temperaturo samovžiga. 
Plinsko olje je prilagojeno za pogon dizelskih motorjev. Zrak v cilindru motorja se komprimira, da se segreje nad temperaturo samovžiga plinskega olja, potem pa se z visokotlačno črpalko v cilinder vbrizga gorivo. Sestava zmesi zraka in goriva mora biti znotraj meja vnetljivosti plinskega olja. Ker v motorju ni vira iskrenja, ki bi vžgalo pogonsko zmes, mora imeti plinsko olje visoko plamenišče in nizko temperaturo samovžiga. 
Plamenišče plinskega olja je 52-96 °C. Velik razpon plamenišč imajo tudi goriva za reakcijske motorje. Gorivi Jet A in A1 imata plamenišči 38-66 °C, ki sta zelo blizu plamenišču petroleja. Gorivi Jet B in PF-4 imata plamenišči od -23 do -1 °C.